# Roger Griffin
Pour les articles homonymes, voir Griffin.
Roger Griffin (né le 31 janvier 1948) est un historien et politologue britannique. Il enseigne à Oxford Brookes University.

## Biographie
Spécialiste du fascisme, il est également traducteur, notamment de Norberto Bobbio et de Ferruccio Rossi-Landi. Ses contributions sont surtout axées sur l'épistémologie, s'intéressant particulièrement à l'aspect heuristique et définitionnel du fascisme. Sa démarche comparative s'inspire notamment des travaux de George L. Mosse, Stanley Payne et Emilio Gentile.

## Travaux
Les premiers travaux de Griffin concernant le fascisme ont été publiés en 1991 dans The Nature of Fascism. Griffin y propose une définition générale du fascisme, celle d’une idéologie révolutionnaire ultra-nationaliste souhaitant une renaissance de la nation, ou ultranationalisme palingénétique.

## Publications
- (en) The Nature of Fascism, St. Martin's Press, 1991.  (ISBN 0-312-07132-9) ; rééd. Routledge, 1993,  (ISBN 0-415-09661-8)
- (en) Fascism. Oxford Readers, Oxford University Press, 1995.  (ISBN 0-19-289249-5)
- (en) avec Matthew Feldman (éd.), Fascism. Critical Concepts in Political Science, Routledge, 2004.  (ISBN 0-415-29015-5)
- (en) International Fascism. Theories, Causes and the New Consensus, Edward Arnold, 1998.  (ISBN 0-340-70614-7)
- (en) Fascism, Totalitarianism, and Political Religion, Routledge, 2006.  (ISBN 0-415-34793-9)
- (en) Modernism and Fascism. The Sense of a Beginning under Mussolini and Hitler, Palgrave, 2007.  (ISBN 1-403-98783-1)